# Valeska Gert
Valeska Gert, pseudonimo di Gertrud Valesca Samosch (Berlino, 11 gennaio 1892 – Kampen, 16 marzo 1978), è stata una ballerina, attrice, cabarettista e pantomima tedesca e pioniera della performance art.

## Vita e carriera
Gertrud Valesca Samosch nacque a Berlino da una famiglia ebrea. Era la figlia maggiore del produttore Theodor Samosch e di Augusta Rosenthal. Iniziò a prendere lezioni di danza all'età di nove anni. Lo scarso interesse per gli studi o per il lavoro d'ufficio, unito al suo amore per la moda stravagante, la portarono a intraprendere una carriera nella danza e nell'arte dello spettacolo. Nel 1915, studiò recitazione con Maria Moissi e danza con Rita Sacchetto.
La prima guerra mondiale ebbe un effetto negativo sulle finanze del padre, costringendola a fare affidamento su se stessa molto più di quanto potessero fare altre ragazze borghesi. Mentre la prima guerra mondiale infuriava, Gert si unì a un gruppo di danza berlinese e creò una danza satirica rivoluzionaria. Dopo gli ingaggi al Deutsches Theater e alla Tribüne di Berlino, Gert fu invitata a recitare in opere espressioniste e in serate dadaiste di arte mista. Le sue performance in Hiob (1918) di Oskar Kokoschka, Transformation (1919) di Ernst Toller e Franziska di Frank Wedekind le valsero la popolarità.
Negli anni Venti, Gert presentò in anteprima una delle sue opere più provocatorie, intitolata Pause. Eseguita tra una pellicola e l'altra nei cinema berlinesi, aveva lo scopo di attirare l'attenzione sull'inattività, il silenzio, la serenità e l'immobilità in mezzo al movimento e al caos della vita moderna. Lei entrava in scena e stava letteralmente ferma lì. "Era così radicale salire sul palco del cinema e stare lì senza fare nulla", ha detto di lei il musicista Wolfgang Müller. Iniziò a recitare al Münchner Kammerspiele di Monaco di Baviera. Sempre negli anni Venti, altre performance progressiste di Gert includevano ballare un incidente stradale, fare pugilato o morire. Era rivoluzionaria e radicale e non smetteva mai di scioccare e affascinare il pubblico. Quando danzò un orgasmo a Berlino nel 1922, il pubblico chiamò la polizia.
In quel periodo si esibì nel cabaret Schall und Rauch. Lanciò inoltre una tournée dei suoi balletti, con titoli quali Dance in Orange, Boxing, Circus, Japanese Grotesque e Death. Allo stesso tempo, contribuì con articoli per riviste come Die Weltbühne (Il palcoscenico del mondo) e il Berliner Tageszeitung (Berlino Daily News).
A partire dal 1923 Gert si concentrò più sulla recitazione cinematografica che su quella dal vivo, recitando con Andrews Engelmann, Arnold Korff e altri. Recitò nei film di Georg Wilhelm Pabst in La via senza gioia nel 1925, Diario di una donna perduta nel 1929 e L'opera da tre soldi nel 1931. Alla fine degli anni Venti tornò sul palcoscenico con pezzi che enfatizzavano le Tontänze (danze sonore), che esploravano il rapporto tra movimento e suono.

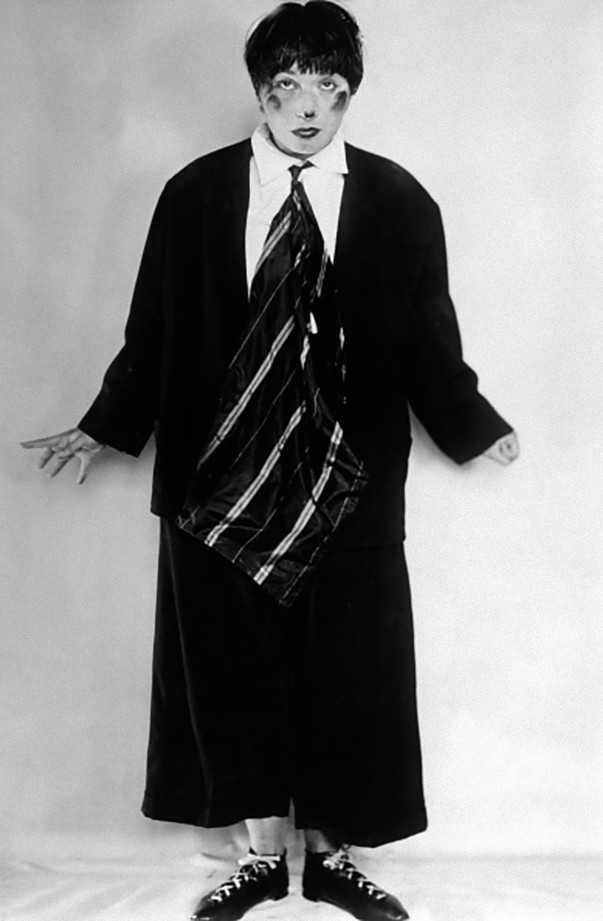
Valeska Gert vestita da clown, 1928

Valeska Gert poteva essere di volta in volta grottesca, intensa, beffarda, patetica o furiosa, esibendosi con un'intensità anarchica e un'impavidità artistica che la raccomandarono anche ai dadaisti. Analizzava i limiti delle convenzioni sociali e poi esprimeva con il suo corpo le intuizioni che traeva dalle sue analisi.

### L'esilio

#### Londra
Nel 1933, a causa delle sue origini ebraiche, Gert fu bandita dal palcoscenico tedesco. L'esilio dalla Germania la portò per qualche tempo a Londra, dove lavorò sia in teatro che al cinema. Qui prese parte al cortometraggio sperimentale Pett and Pott, diretto da Alberto Cavalcanti, che rimase a lungo il suo ultimo film. Mentre era a Londra sposò in seconde nozze uno scrittore inglese, Robin Hay Anderson.

#### Stati Uniti
Nel 1938 emigrò negli Stati Uniti, dove fu accolta da una comunità di rifugiati ebrei. Trovò lavoro lavando i piatti e posando come modella. Nello stesso anno assunse il diciassettenne Georg Kreisler come pianista di prova per continuare a dedicarsi al cabaret. Nel 1941 aprì a New York il Bettlerbar, un cabaret/ristorante pieno di mobili spaiati. Per lei lavorarono Julian Beck, Judith Malina, e Jackson Pollock. Anche Tennessee Williams lavorò per lei per un breve periodo come cameriere, ma fu licenziato per essersi rifiutato di mettere in comune le mance. Gert commentò che il suo lavoro era "così sciatto".
Nel 1944 Gert si trasferì a Provincetown, nel Massachusetts, dove aprì il Valeska's. Qui si riunì con Tennessee Williams. Gli raccontò di aver assunto una nana settantenne di nome Mademoiselle Pumpernickel, che diventava gelosa ogni volta che Gert andava in scena. Durante questo periodo, fu chiamata in causa dal tribunale di Provincetown per aver gettato rifiuti dalla finestra e per non aver pagato una compagna di ballo. La donna chiamò Williams come testimone, cosa che lui fece con piacere, nonostante lei lo avesse licenziato. Egli disse agli amici increduli che "semplicemente gli piaceva".

#### Ritorno in Europa
Nel 1947 tornò in Europa. Dopo aver soggiornato a Parigi e a Zurigo, nel 1949 si recò nella Berlino bloccata, dove aprì il cabaret Hexenküche (Cucina delle streghe) e successivamente il Ziegenstall (Capraia) sull'isola di Sylt. Gert lanciò una moda e da allora i bar con mobilio da mercatino delle pulci sono apparsi ovunque a Berlino, in quella che Wolfgang Müller definisce "libertà dal gusto".
Negli anni Sessanta fece il suo ritorno al cinema. Nel 1965 ebbe un ruolo in Giulietta degli spiriti di Federico Fellini, il cui successo la portò a proporsi ai giovani registi tedeschi negli anni Settanta. In questo periodo recitò nella serie televisiva Otto ore non sono un giorno di Rainer Werner Fassbinder e nel film Colpo di grazia di Volker Schlöndorff del 1976.

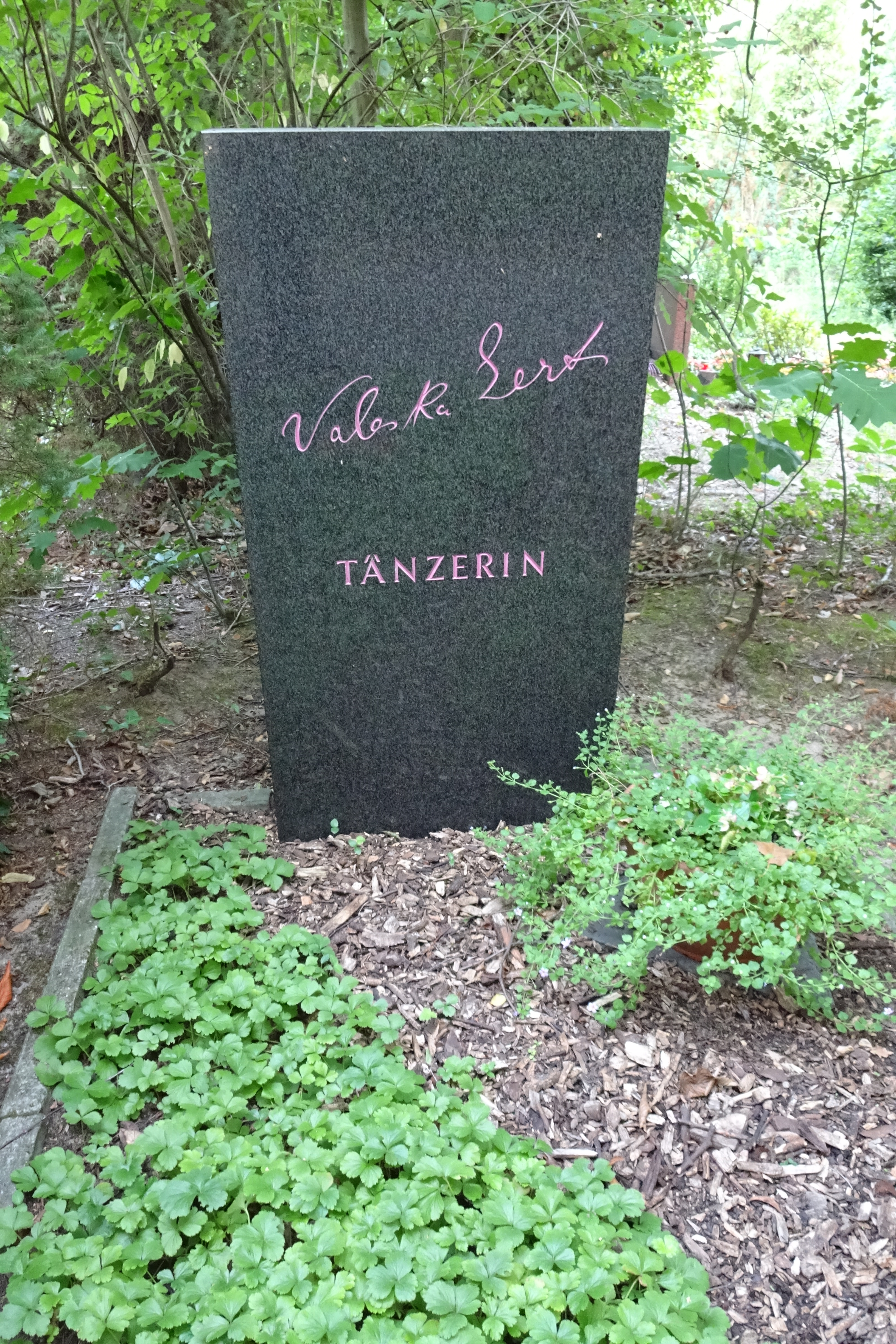
Tomba di Valeska Gert nel cimitero Friedhof Ruhleben a Berlino

Nel 1978 Werner Herzog la invitò a interpretare l'agente immobiliare Knock nel suo remake del classico di Murnau Nosferatu. Il contratto fu firmato il 1º marzo, ma lei morì solo due settimane dopo, prima dell'inizio delle riprese. Conduceva un'esistenza piuttosto solitaria. Poco prima della sua morte, Schlöndorff realizzò un documentario su di lei in cui Gert affermava "Voglio solo essere amata sul palco, ma nella vita non mi interessa". Il 18 marzo 1978 i vicini e gli amici di Kampen, in Germania, riferirono che non era stata vista per quattro giorni. Quando la sua porta fu forzata in presenza della polizia, fu trovata morta. Si ritiene che sia deceduta il 16 marzo. Aveva 86 anni. Tra le carte scoperte nel suo appartamento furono trovare lettere di ammiratori punk tedeschi.

## Riscoperta
Nel 2010 l'arte di Valeska Gert è stata presentata al Museo d'arte contemporanea Galleria Nazionale dell'Hamburger Bahnhof di Berlino, nella mostra Pause. Bewegte Fragmente (Pausa. Frammenti in movimento). I curatori, Wolfgang Müller del gruppo art punk Die Tödliche Doris (La mortale Doris) e lo storico dell'arte An Paenhuysen, hanno incluso nella mostra un video inedito, Baby, registrato da Erich Mitzka nel 1969, che mostra Gert mentre si esibisce.

## Filmografia

### Cinema muto
- 1918: Colomba (Germania, regia: Arzén von Cserépy)
- 1925: Wood Love (Germania, regista: Hans Neumann) - Puck
- 1925: La via senza gioia (Die freudlose Gasse) (Germania, regia: Georg Wilhelm Pabst) - Frau Greifer (non accreditata)
- 1926: Nanà (Germania / Francia, regista: Jean Renoir su soggetto di Émile Zola) - Zoe - la femme de chambre
- 1928: La mandragora (Alraune) (Germania, regista: Henrik Galeen, su soggetto di Hanns Heinz Ewers) - Ein Mädchen von der Gasse
- 1929: Der Tod (film sperimentale) (Germania, regista: Carl Koch ("Totentanz", parte della lezione di Baden-Baden sul consenso di Brecht)
- 1929: Diario di una donna perduta (Tagebuch einer Verlorenen) (Germania, regista: Georg Wilhelm Pabst, soggetto di Margarete Böhme) - La moglie del regista
- 1930: Così è la vita (Takový je život) (Germania / Cecoslovacchia, regista: Carl Junghans [de]) - Cameriera
- 1930: Uomini di domenica (Menschen am Sonntag) (Germania, regista: Robert Siodmak, Rochus Gliese, Edgar G. Ulmer) - Se stessa

### Film sonori
- 1931: L'opera da tre soldi (Die 3 Groschen-Oper) (Germania, regia: Georg Wilhelm Pabst) - Mrs. Peachum
- 1934: Pett and Pott (Short, Regno Unito, regia: Alberto Cavalcanti) - The Maid
- 1939: Rio (Regno Unito, regista: John Brahm) - Specialità (non accreditato)
- 1965: Giulietta degli spiriti (Italia / Francia / Germania Ovest, regia: Federico Fellini) - Pijma
- 1966: La Bonne dame (Francia, regia: Pierre Philippe)
- 1973: Otto ore non fanno giorno (Acht Stunden sind kein Tag) (serie TV, episodio: "Franz und Ernst", Germania Ovest, regia: Rainer Werner Fassbinder) - Die andere Oma
- 1975: Die Betörung der blauen Matrosen (Germania Ovest, regia: Ulrike Ottinger) - Ein alter Vogel
- 1976: Colpo di grazia (Der Fangschuß) (Germania Ovest / Francia, regista: Volker Schlöndorff) - Tante Praskovia (ruolo finale)
- 1977: Solo per scherzo, solo per gioco (Nur zum Spaß, nur zum Spiel - Kaleidoskop Valeska Gert) (documentario, Germania Ovest, regia: Volker Schlöndorff)

## Premi
- 1970: Nastro d'oro alla carriera nel cinema tedesco al Deutscher Filmpreis
- 2004: Onorata con una stella sulla Walk of Fame del Cabaret a Magonza